# Per Svedin
Per Ersson Svedin, född 1830 i Knätten, Svegs socken, Härjedalen, död 26 juni 1911 i Hallock, Minnesota, Amerika, var en svensk-amerikansk bygdemålare och jordbrukare.
Han var son till bonden Erik Ersson och dennes hustru och från 1857 gift med Martha Svedin. Han började redan som barn rita fåglar och andra dekorationer med kol och kritor på väggar runt om i sin hembyggd. Med tiden utvecklade han sina teckningar med blyerts och vattenfärger på papper och brädbitar. Mest var det traktens fåglar och porträtt som han målade samt lite träsniderier med fåglar som han kolorerade. Hans uppväxt var bekymmersam och under mycket knappa förhållanden och det enkla bondhemmet i en karg bygd medförde att han inte kunde studera konst utan tvingades från 14 års ålder ensam svara för gårdens skötsel. När hans far dog var han 17 år och blev då praktiskt taget en självägande bonde. På grund av arbetsbördan blev stunderna för konstutövning få och hans produktion begränsad. I samband med att Albert Blombergsson från Söderhamn utförde arbete på Svegs kyrka fick han se några av Svedin arbeten med påföljd att Blombergsson uppmanade honom att följa med till Söderhamn för att utbilda sig och förstärka sina naturliga anlag för teckning och målning. Familjens motstånd omöjliggjorde dock dessa planer och Svedin tvingades fortsätta sitt arbete vid gården. Han sa själv senare i livet att alla tavlor han målat i Sverige var söndagsarbeten, ty han ej fick tid att ägna sig deråt någon söckendag. De första oljemålningarna var enligt egen uppgift Höbärgning vid Solnan och en kopia av Marcus Larsons Brinnande ångbåt som han sett återutgiven i en illustrerad tidning samt Tjäderleken. Våren 1884 utvandrade han tillsammans med sin fru och fyra barn till Nordamerika och bosatte sig som farmare nära staden Hallock i nordvästra Minnesota. Under resan gjorde han ett längre uppehåll i Stockholm där han bland annat besökte Nationalmuseum och sonen Swen beskrev i ett brev att fadern klagat över att inte kunnat sova på natten för de många tavlorna han sett på museet. Under de första 10 åren i Amerika kunde han på grund av sitt arbete med att iordningställa sitt jordbruk utöva någon konstnärlig verksamhet. När bostad och odlingslotter var iordningställda återupptog han sitt konstnärskap och målade bortsett från några familjeporträtt och stilleben huvudsakligen landskapsmotiv och djurliv från den norrländska hembygden. Av hans oljemålningar från denna period märks Spelande orre, Göken gal när häggen blommar och Svegs gamla kyrka. När man betraktar dessa målningar framstår han som en rikt begåvad och tekniskt skicklig konstnär. Han betraktade sig själv som en förlorad konstnär som om han fått möjlighet och gynnsammare omständigheter kunnat gå långt på konstnärsbanan. Hans konst består av fåglar, porträtt och scener ur bygdens vardagsliv. Svedin är representerad vid Gammelgården i Sveg.   